# Operation Neptune Spear

Karte von Operation Neptune Spear

Die Operation Neptune Spear (deutsch „Unternehmen Neptuns Speer“) vom 2. Mai 2011 war ein von US-Präsident Barack Obama angeordneter und von der CIA geleiteter Militäreinsatz der Vereinigten Staaten in Abbottabad, Pakistan. Laut US-Angaben töteten Mitglieder der Spezialeinheit DEVGRU (Navy SEAL Team 6) Osama bin Laden, den Gründer und Anführer des Terrornetzwerks al-Qaida, das für mehrere Angriffe auch gegen die Vereinigten Staaten, darunter die Terroranschläge am 11. September 2001 mit etwa 3000 Toten, als verantwortlich gilt, und weitere Anwesende.
Die US-Regierung und beteiligte Soldaten haben den Verlauf des Einsatzes in Details unterschiedlich dargestellt. Umstritten ist auch, ob Pakistaner den Wohnort Bin Ladens an die USA verrieten und in die Aktion eingeweiht waren.
Der Codename der Operation bezieht sich auf den Dreizack des römischen Meeresgottes Neptun, der auch in den Special Warfare Insignia der United States Navy SEALs enthalten ist. Er verweist damit auf die ausgewählte Spezialeinheit.

## Vorgeschichte

### Bin Ladens Aufenthaltsort

Der Aufenthaltsort Bin Ladens in Abbottabad – schematische Grafik

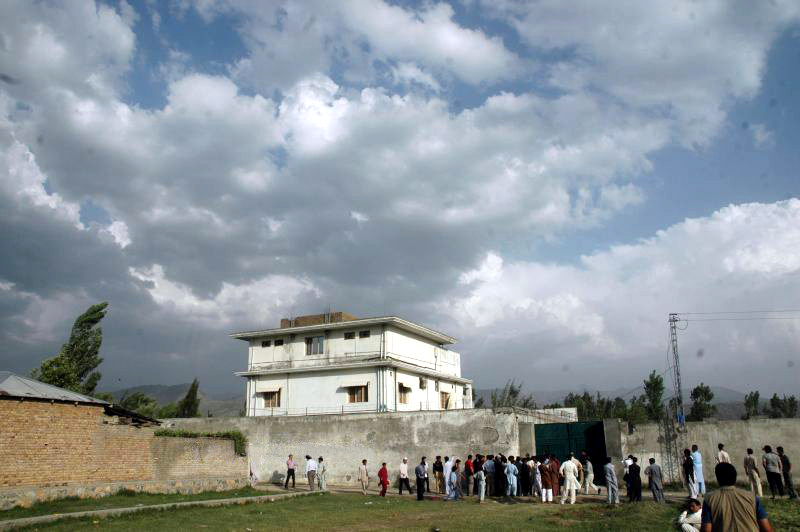
Das Haus mit Eingangstor, in dem sich Bin Laden versteckte

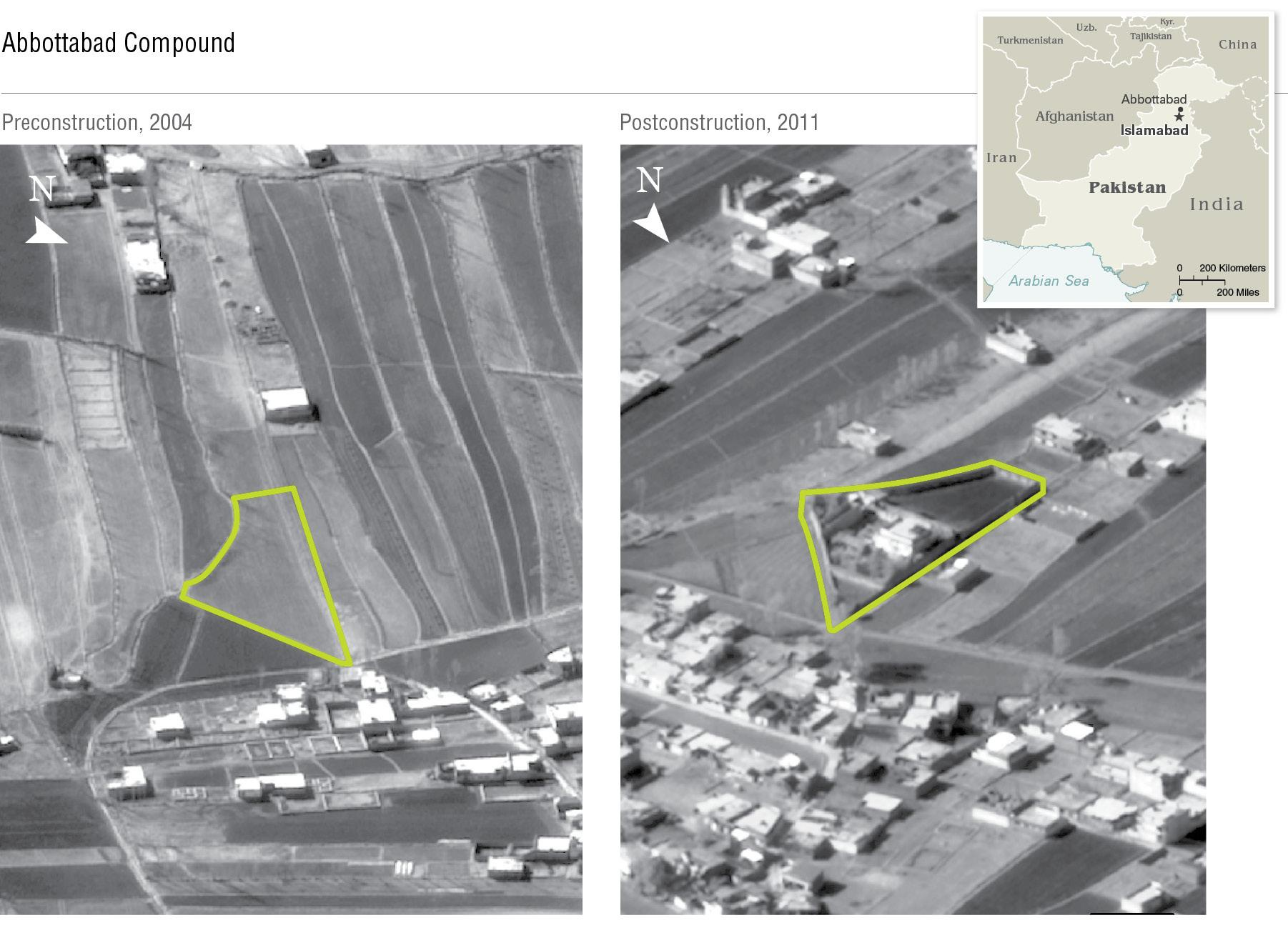
Vergleich des Grundstückes 2004 und 2011

Nach Zeugenaussagen von Bin Ladens Familienmitgliedern, pakistanischen Geheimdienstmitarbeitern und den Angaben der Frau des Kuriers al-Kuwaiti wohnte Bin Laden mit seinen Frauen und Kindern sowie der Familie des Kuriers seit August 2005 in einem Anwesen in der nordpakistanischen Provinz Khyber Pakhtunkhwa im Vorort Bilal Town der Militärgarnisonsstadt Abbottabad, die etwa 50 Kilometer nordöstlich von der Hauptstadt Islamabad entfernt liegt. Erste Angaben in der Presse aus 2011 hatten den 6. Januar 2006 als Einzugstermin benannt.
Der Gebäudekomplex wurde regional Waziristan Haveli genannt, weil ein Verbindungsmann Bin Ladens, der den Bau des Gebäudes organisierte, aus der Region Wasiristan kam. Das Anwesen wurde von 2003 bis 2005 gebaut. Als Bauunternehmer gilt Noor Mohammed, als Statiker Gul Mohammed. Eigentümer des Gebäudes war Bin Ladens persönlicher Kurier Abu Ahmad al-Kuwaiti. Die US-Regierung ging zuerst von etwa einer Million US-Dollar an Wert aus. Diese Einschätzung wurde später korrigiert und die Anlage auf 250.000 US-Dollar herabgestuft.
Das Grundstück war etwa 3.500 m² groß und vollständig von einer 3 bis 5,5 Meter hohen, mit Stacheldraht gekrönten Mauer umgeben. Diese hatte zwei Tore, die als Sicherheitsschleusen dienten. Ferner gab es eine Reihe von Überwachungskameras sowie mehrere Satellitenschüsseln. Auf dem Grundstück waren mehrere Gebäude errichtet worden, das Hauptgebäude bestand aus drei Stockwerken. Es unterschied sich von außen aufgrund seiner Größe und Sicherheitsvorrichtungen von den Gebäuden der Umgebung, etwa durch besonders kleine Fenster und einen mit einer etwa 2,10 Meter hohen Mauer als Sichtblende umgebenen Balkon im obersten Stock. Das Haus hatte keinerlei Telefonleitungen und Internetverbindungen.
Am 1. Mai 2011 befand sich ein etwa 1000 m² großer, sorgfältig gepflegter Gemüsegarten mit Kohl, Kartoffeln und Cannabis auf dem Gelände. Ferner wurden eine Kuh und Hühner gehalten. Man nimmt an, dass es auch eine autarke Wasserversorgung mit einem Brunnen gab. Anders als bei den Nachbarn wurde sämtlicher Müll im Haus Bin Ladens auf dessen Grundstück verbrannt und nicht zur Abholung auf die Straße gestellt.
Das Gebäude wurde im Februar 2012 von pakistanischen Sicherheitskräften abgerissen.

### Fahndung
Aussagen von Zeugen, die angeblich Bin Laden oder ihm ähnlich scheinende Personen gesehen hatten, brachten keine konkreten Ergebnisse. Daher verfolgten die Fahnder der Central Intelligence Agency (CIA) ab 2006 solche Spuren nicht weiter, sondern konzentrierten sich auf mögliche Kuriere Bin Ladens. 2007 erfuhren sie schließlich durch Aussagen des im Irak gefangenen al-Qaida-Mitglieds Hassan Ghul, Bin Laden habe einen persönlichen Kurier mit dem Decknamen Abu Ahmad al-Kuwaiti. Die danach befragten hochrangigen al-Qaida-Mitglieder Abu Faradsch al-Libi und Chalid Scheich Mohammed, der als Hauptplaner der Terroranschläge vom 11. September 2001 gilt, bestritten jedoch, diesen Namen zu kennen. Unter anderem dieser Widerspruch bestärkte die Fahnder in der Annahme, al-Kuwaiti könne tatsächlich ein Vertrauter Bin Ladens sein. Monate später gab Chalid zwar schließlich zu, al-Kuwaiti zu kennen, behauptete jedoch zugleich, dieser sei kein al-Qaida-Mitglied mehr und für Bin Laden unwichtig.
Im Juni 2009 beauftragte Präsident Barack Obama den CIA-Direktor Leon Panetta, innerhalb von dreißig Tagen eine detaillierte Planung zur Lokalisierung und Ergreifung Osama Bin Ladens vorzulegen. Obama gab der Angelegenheit eine höhere Priorität, nachdem er Panetta bereits bei seinem Amtsantritt angewiesen hatte, die Suche nach Bin Laden wieder zu intensivieren.
Aus einem durch Edward Snowden bekannt gewordenen Dokument der National Security Agency vom Juni 2010 ging hervor, dass es unter anderem den Vorschlag gab, Bin Laden anhand seines medizinischen Profils zu lokalisieren. Bin Laden litt bereits seit längerem unter Erkrankungen des Harntraktes und war auf medizinische Behandlung angewiesen, daher wurde unter anderem auch überlegt, Peilsender in medizinischen Hilfsmitteln zu verstecken, um ihn damit aufzuspüren.
Etwa zu diesem Zeitpunkt konnte die CIA Bin Ladens Kurier al-Kuwaiti identifizieren und bis nach Abbottabad in Pakistan verfolgen. Al-Kuwaitis Versuche, eventuelle Beschatter abzuschütteln, deuteten darauf hin, dass er nach wie vor als Kurier für al-Qaida tätig war. Dieser Verdacht wurde zusätzlich durch ein abgehörtes Telefonat erhärtet, in dem Al-Kuwaiti unter anderem erwähnte, er sei „mit denselben Leuten wie früher zusammen“.
CIA-Direktor Panetta berichtete dem Präsidenten im August 2010 über die neuen Erkenntnisse und erklärte, dass man Bin Ladens Kurier im pakistanischen Abbottabad lokalisiert habe. Daraufhin verlangte Obama, ständig auf dem Laufenden gehalten zu werden. Im September wurde in einem CIA-Bericht namens Anatomy of a Lead (engl. für ‚Analyse einer Spur‘) das Anwesen in Abbottabad beschrieben und vermutet, dass Osama Bin Laden sich dort aufhalte. In einem weiteren Briefing im Dezember 2010 konnte Panetta Präsident Obama zusätzliche Videos und Beschreibungen des Anwesens in Abbottabad zeigen. Allerdings waren die Geheimdienste zu diesem Zeitpunkt noch nicht sicher, ob sich Bin Laden auch tatsächlich dort aufhielt. Wegen der Größe und Abschirmung vermutete der Geheimdienst, dort müsse zumindest eine von al-Qaidas Führungspersonen wohnen. Es ist unklar, inwiefern die NSA dabei Amtshilfe leistete, allerdings erwähnte Jon Darby (damals stellvertretender Direktor für Terrorismusbekämpfung der NSA) in einem Interview am 17. Mai 2011, seine Behörde habe eine Schlüsselrolle beim Identifizieren des Anwesens gespielt.
Medienberichten zufolge versuchte die CIA, unter dem Deckmantel einer kostenlosen Impfkampagne in Abbottabad, an DNA-Proben der Bewohner des Anwesens zu kommen, um Bin Laden zu identifizieren und seine Anwesenheit nachzuweisen. Diese Impfaktion wurde von dem pakistanischen Arzt Shakil Afridi im März 2011 durchgeführt. Dabei soll eine von Afridi angestellte Krankenschwester Zugang zu Bin Ladens Anwesen erhalten haben. Allerdings ist nicht bekannt, ob sie tatsächlich DNA-Proben erhalten konnte.
Laut CIA-Chef Panetta beschaffte Afridi „äußerst hilfreiche Informationen“ für die spätere Operation Neptune Spear. Afridi wurde nach der Tötung Bin Ladens von pakistanischen Sicherheitsbehörden festgenommen, in Pakistan wegen Zusammenarbeit mit der CIA angeklagt und am 23. Mai 2012 wegen Hochverrats zu 33 Jahren Haft verurteilt. Als Reaktion darauf kürzte der Bewilligungsausschuss des US-Senats amerikanische Finanzhilfen für Pakistan in einem symbolischen Akt um 33 Millionen US-Dollar. Der demokratische Senator Dick Durbin befand, es sei „ungeheuerlich, dass Pakistan den Mann, der uns half, Osama Bin Laden zu finden, einen Verräter nennt.“

### Aktionspläne
Im Januar 2011 empfahlen CIA-Analytiker während eines Beratungsgesprächs mit Panetta rasches Handeln, da sich die Aufklärungslage nicht verbessern werde. Danach kündigte Panetta Präsident Obama an, dass al-Kuwaiti verschwinden könnte und es dann weiterer Ermittlungen bedürfe. Obama forderte, bis April Aktionspläne zu entwickeln. Daraufhin entstanden vier mögliche Handlungsszenarien, darunter auch Operation Neptune Spear, die auf den Schlüsselprinzipien des Vizeadmirals William H. McRaven für Special Operations beruhten – Wiederholbarkeit, Überraschungseffekt, Sicherheit, Schnelligkeit, Einfachheit und Zweck. Zeitgleich sammelten die Fahnder der USA bis Februar 2011 weitere Indizien und beobachteten das Anwesen; so fanden sie heraus, dass der Kurier und seine Frau das Nebengebäude bewohnten, weitere Familien die oberen beiden Stockwerke des Hauptgebäudes. Sie sahen einmal auch einen großen Mann im Innenhof spazieren gehen.
Am 14. März wurde Präsident Obama beim Zusammentreffen des United States National Security Council über die vier Aktionspläne unterrichtet. Es standen zur Wahl: erstens die Bombardierung des Anwesens durch B-2 Tarnkappenbomber, zweitens ein Drohnenangriff, drittens ein Helikopterangriff auf den Gebäudekomplex mit Absetzen von US-Spezialkräften und viertens eine gemeinsame Operation der Vereinigten Staaten mit Pakistan. McRaven bemerkte bei dem Treffen, dass er die dritte Option auf ihre Durchführbarkeit prüfen und bald berichten werde, ob das durchführbar sei. Dafür brauche er drei Wochen Übungszeit. Die Aktion selbst sei nicht schwer ausführbar, jedoch wäre es eine Herausforderung, die Einheiten abzusetzen ohne einen Schusswechsel mit Pakistan auszulösen. Die Mission sei „sportlich, aber machbar“, so McRaven.
Am 29. März kristallisierte sich die Operation Neptune Spear als von Obama bevorzugt heraus. Die Bombardierung wurde verworfen, da sie wertvolle Beweise zerstört hätte und zu viele Zivilisten umgekommen wären. Auch die Einbeziehung Pakistans wurde ausgeschlossen, da kein Vertrauensverhältnis bestand. Zu dieser Zeit hatten Analytiker die Wahrscheinlichkeit, dass Osama Bin Laden sich im Unterschlupf aufhalte, bewertet: Die Hauptanalytiker der CIA nahmen eine 95-prozentige Wahrscheinlichkeit an, eine weitere Gruppe veranschlagte 80 Prozent, während eine dritte Gruppe von einer Wahrscheinlichkeit zwischen 30 und 40 Prozent ausging.
Am 12. April unternahm Panetta Neubewertungen der Aufklärungslage, die aber keine eindeutige Identifizierung Osamas erbrachten. Zugleich übten von Anfang bis Mitte April Soldaten der DEVGRU (SEAL Team Six) in North Carolina und Nevada auf einer dem Anwesen nachgebauten Anlage. Der Übungsaufbau vermittelte den Marinesoldaten die Größe und Umgebungsbedingungen. Nachdem die technischen Details praktisch nachempfunden waren, unterrichtete McRaven den Präsidenten über die gesammelten Übungsergebnisse. Der Einsatz erscheine wie eine Routineoperation in Afghanistan und Irak. Die Herausforderung sei nach wie vor der Flug durch den pakistanischen Luftraum, weil man die Souveränität dieses Luftraums verletze. Im späten April wurde die DEVGRU-Einheit auf die Bagram Air Base in Afghanistan verlegt. Am dortigen Nachbau des Komplexes setzte sie die Einsatzübungen fort.
Am 19. April erörterte das National Security Council der USA Bedenken gegen den Einsatz. US-Verteidigungsminister Robert Gates fürchtete das Risiko eines Fehlschlags ähnlich dem Raymond-Davis-Zwischenfall und den damit verbundenen steigenden Antiamerikanismus in Pakistan. Alle Beteiligten stimmten überein, dass der Schutz der Einsatzkräfte über die Interessen Pakistans gehe. Am Ende wurde die Entscheidung getroffen, der Mission zusätzliche MH-47-Hubschrauber zuzuteilen.
Die CIA befürchtete Ende April die Enttarnung wegen möglicher durchsickernder Informationen. Am 25. April gab sie daher eine letzte Einschätzung zur Wahrscheinlichkeit, dass sich Osama Bin Laden im Anwesen aufhalte, mit 40 bis 60 Prozent. Für Obama reduzierte sich dies zu einer Fünfzig-Fünfzig-Entscheidung. Kurz darauf fand am 28. April die letzte Beratung des National Security Council statt; erst ein Folgegespräch am Nachmittag zwischen McRaven und Obama veranlasste den Präsidenten dazu, am Folgetag seine endgültige Entscheidung für die Operation Neptune Spear bekanntzugeben. Den Startbefehl gab Obama an McRaven am 30. April 2011 via Telefon. Am 1. Mai versendete CIA-Direktor Panetta die endgültige Autorisierung durch Präsident Obama für die Ausführung der Operation.
Als Gründe für den Termin gaben Beteiligte später die mondlose Nacht – die einen unbemerkten Anflug erleichtern sollte – sowie die Furcht vor dem Durchsickern des Aktionsplans an, das den Plan vereitelt und Bin Laden dauerhaft jedem Zugriff in Pakistan entzogen hätte.

## Verlauf

### Darstellung der US-Regierung
Offizielle Verantwortung für die Aktion hatte die CIA, der für den Einsatz Einheiten des United States Joint Special Operations Command (JSOC) unterstellt wurden. Das JSOC unter Vizeadmiral McRaven leitete die Operation von Bagram aus. Eine Spezialeinheit der Navy SEALs, die Red Squadron der United States Naval Special Warfare Development Group (DEVGRU, früher Team Six genannt), führte sie in der Nacht vom 1. zum 2. Mai 2011 aus. Ihren Lufttransport übernahm das 160th Special Operations Aviation Regiment (Airborne). Insgesamt waren 79 Soldaten und ein Diensthund beteiligt. Der Hund sollte möglichen Sprengstoff und die Annäherung fremder Personen im Gebäude wittern und davor warnen.
Die Einsatzkräfte wurden mit vier Hubschraubern – zwei MH-47 Chinook und zwei modifizierten MH-60 „Black Hawk“ – in das Einsatzgebiet geflogen. Die Lufttemperatur war um 8,3 °C (17 °F) höher als angenommen und erschwerte die Flugbedingungen. Die MH-47 warteten auf Abruf in der Nähe von Bin Ladens Anwesen, die zwei anderen Hubschrauber flogen das Hauptgebäude an.
Ursprünglich war geplant, dass ein Black Hawk auf dem Hausdach und der andere auf dem Grundstück landen sollte, um das Hauptgebäude gleichzeitig von oben und unten zu erstürmen und so die Bewohner besser zu überraschen. Einer der Hubschrauber geriet jedoch während des Schwebefluges in ein Wirbelringstadium. Er musste auf dem Grundstück notlanden, prallte mit dem Heckrotor gegen eine Umfassungsmauer und wurde dabei so schwer beschädigt, dass er von den Einsatzkräften zurückgelassen und gesprengt werden musste. Anhand von Fotografien seines intakten Heckrotors erklärten Experten von Hubschrauberherstellern, es handele sich um eine öffentlich nicht bekannte Version eines Black Hawks mit Tarnkappentechnik. Damit wird auch erklärt, dass der Anflug durch Pakistan gelang, ohne von der pakistanischen Luftüberwachung bemerkt zu werden.
Die MH-60 waren mit jeweils einem Team aus etwa zwölf Mann besetzt, die sich aus den Hubschraubern abseilten, Breschen in die Mauern sprengten und die zwei Gebäude im Innenhof stürmten. Abu Ahmad al-Kuwaiti hielt sich im Erdgeschoss eines Nebengebäudes auf, eröffnete das Feuer auf die erste Gruppe, als diese in das Gebäude eindrang, und wurde anscheinend im Verlauf des Gefechts zusammen mit seiner Frau erschossen. Es gibt Hinweise darauf, dass al-Kuwaiti möglicherweise der einzige Bewaffnete in dem Anwesen war. Nach anderen Angaben soll er seine Frau als Schutzschild benutzt haben, so dass beide erschossen wurden.
Die zweite Gruppe stürmte das Hauptgebäude. Im Treppenhaus erschossen die Soldaten Kuwaitis Bruder, der die Hand verdächtig hinter dem Rücken gehalten haben soll, sich aber als unbewaffnet herausstellte. Auch ein Sohn Bin Ladens wurde erschossen, als er die Treppe hinunterschaute, die die Soldaten hinaufstürmten. Nach anderen Berichten befand sich der Sohn mit Bin Laden in dessen Schlafzimmer und wurde dort gemeinsam mit seinem Vater getötet.
Bin Laden soll sich zusammen mit seiner jüngsten Ehefrau und einer Tochter in einem Raum im zweiten Stock befunden haben. Nach ersten Angaben des Präsidentenberaters John O. Brennan soll er sich an einem von seinen Begleitern eröffneten Feuergefecht beteiligt und seine Frau als Schutzschild benutzt haben; dabei sei sie mit ihm getötet worden. CIA-Direktor Leon Panetta gab an, Bin Laden habe bedrohliche Bewegungen gemacht und sei deshalb erschossen worden. Laut Panetta waren Bargeld im Wert von 500 Euro sowie zwei Telefonnummern in Bin Ladens Kleidung eingenäht: Demnach sei er auf eine Flucht vorbereitet gewesen.
Einige dieser Angaben korrigierte Jay Carney, Sprecher des Weißen Hauses am 2. Mai: Bin Laden sei unbewaffnet gewesen, die vermeintlich getötete Frau sei nicht seine Ehefrau gewesen und diese sei nur verletzt worden. Bin Laden sei durch je einen Schuss in die Brust und den Kopf getötet worden, ob und wie er Widerstand geleistet haben soll, ließ Carney offen. Nach Aussage eines ungenannten Regierungssprechers soll die Frau Bin Ladens Namen gerufen und sich zwischen ihm und den Soldaten postiert haben, bevor sie verletzt und er erschossen wurde. Nach am 4. Mai 2011 veröffentlichten Aussagen einzelner Beteiligter soll Bin Laden mit einem Gewehr und einer Pistole in Reichweite angetroffen und mit einem HK416 erschossen worden sein, nachdem er kein Anzeichen gezeigt habe, sich zu ergeben. Am 17. Mai veröffentlichte Angaben offizieller Beobachter der Operation berichten, dass drei US-Soldaten Bin Laden am Ende des Flures im zweiten Stock antrafen, ihn erkannten und ihm in sein Schlafzimmer folgten. Dort hätten zwei Frauen versucht, Bin Laden zu schützen, und wurden vom ersten Soldaten beiseite geschoben, während der nächste Soldat hinter ihm Bin Laden sofort erschossen habe. Nach dieser Darstellung habe man erst nach dem Fotografieren des Toten zwei Waffen in einem Regal nahe der Zimmertür gefunden. Die US-Regierung räumte fehlerhafte Details der ersten Darstellungen ein und korrigierte sie mehrfach.
Nach US-Regierungsangaben hatte Obama der Sicherheit der beteiligten Soldaten Vorrang gegeben: Sie sollten Bin Laden keine Gelegenheit zu tödlichen Schüssen geben. Keiner von ihnen wurde verletzt. Nach Aussagen eines Sicherheitsberaters der US-Regierung war ihnen eine gezielte Tötung befohlen worden und sie hätten keine Gefangennahme Bin Ladens beabsichtigt. Dem widersprachen Regierungssprecher insofern, dass man zwar angenommen habe, dass die Aktion mit Bin Ladens Tötung enden könne, diese wurde aber nicht von vornherein angestrebt, sondern auch seine Festnahme eingeplant. Der bei derartigen Antiterroraktionen übliche Auftrag Töten oder Fangen verlangt jedoch keine bestimmten Vorkehrungen für das Überleben der Zielperson.
Insgesamt töteten die US-Soldaten bei der Aktion fünf Personen in dem Anwesen. Neben Bin Ladens Leichnam stellten sie drei AK-47-Sturmgewehre, zwei Pistolen, mehrere Mobiltelefone, über 100 Speichermedien wie USB-Sticks, DVDs und Computerdisketten sowie zehn Festplatten, fünf Computer und große Mengen Schriftstücke im Haus sicher. Die ganze Operation auf dem Gelände dauerte 38 Minuten. Die gewonnenen Daten erlaubten eine Untersuchung der internen Kommunikation von al Qaida von den Jahren 2000 bis 2011. Nach und nach wurden die Dokumente für die Öffentlichkeit deklassifiziert, so allein im November 2017 470.000 Datensätze. Außer der Kommunikation mit al-Qaida-Mitgliedern enthalten sie persönliche Notizen bin Ladens sowie Aufzeichnungen von Gesprächen innerhalb des engsten Familienkreises sowie Briefe von Angehörigen.

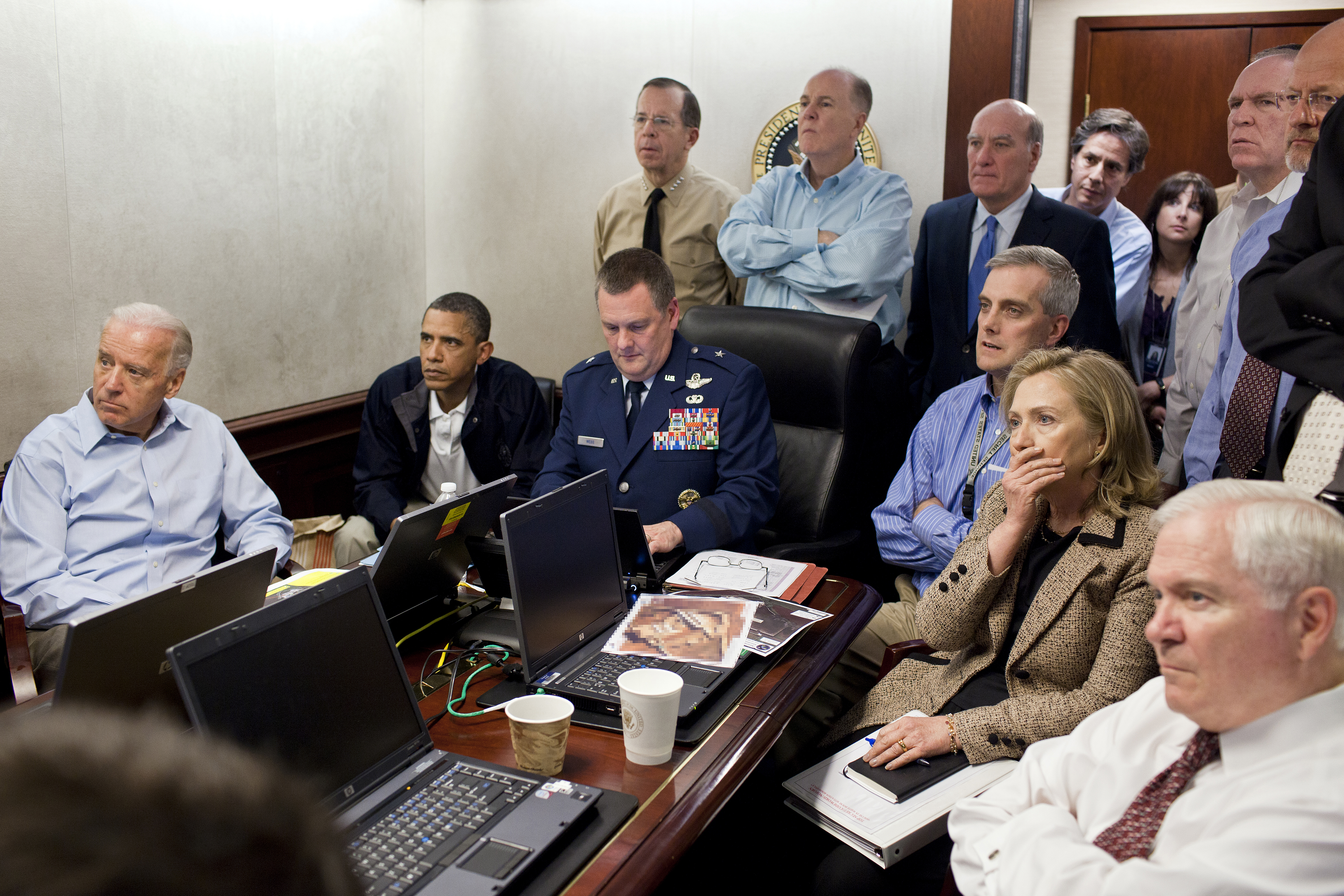
Der Nationale Sicherheitsrat verfolgt die Operation in einem Nebenraum des White House Situation Room. Foto Situation Room, aufgenommen von Pete Souza zum Zeitpunkt, als einer der eintreffenden Hubschrauber abstürzt.

Die Aktion wurde mit Helmkameras der beteiligten Soldaten über Satellit direkt in das Weiße Haus übertragen. Neben Obama beobachteten Vizepräsident Joe Biden, Außenministerin Hillary Clinton, Verteidigungsminister Robert Gates, der Vorsitzende der Joint Chiefs of Staff, Admiral Michael G. Mullen sowie der stellvertretende Kommandeur des JSOC, Brigadegeneral Marshall B. Webb, den Einsatz. CIA-Direktor Leon Panetta war aus Langley per Konferenzschaltung anwesend. Entgegen ersten Meldungen empfingen sie nach der Landung der Hubschrauber zunächst etwa 23 Minuten lang keine Live-Bilder von der Erstürmung des Hauses und Tötung Bin Ladens, hörten aber den Funkspruch „Geronimo EKIA“ (engl.: „Enemy killed in action“, dt.: „Feind im Kampf getötet“). Darauf habe Obama gesagt: Wir haben ihn.
Bin Ladens Leichnam wurde nach US-Regierungsangaben am Tatort fotografiert und dann nach Afghanistan ausgeflogen, wo eine DNA-Analyse und deren Vergleich mit DNA-Proben seiner in den USA verstorbenen Schwester seine Identität bestätigte. Danach wurde er an Bord des Flugzeugträgers Carl Vinson gebracht und dort laut Aussage John Brennans in strikter Übereinstimmung mit muslimischen Bestattungsvorschriften gegen 11:00 Uhr Ortszeit an unbekannter Stelle im Arabischen Meer auf See bestattet.

### Darstellungen aus Pakistan
Nach ersten Darstellungen der pakistanischen Regierung seien pakistanische Kampfflugzeuge kurz nach dem Abzug der US-Soldaten in Abbottabad eingetroffen, so dass sie nach erster Berichterstattung die Helikopter beinahe abgefangen hätten. Nach Dokumenten, die aus dem späteren Bericht der pakistanischen Abbottabad-Kommission zur Tötung Bin Ladens stammen sollen, soll die pakistanische Luftwaffe jedoch erst über das Fernsehen auf den Vorgang aufmerksam geworden sein; daraufhin wurden die Kampfflugzeuge ausgesandt. Die Operation sei unerwartet gewesen und der Luftraum nicht durch Radar abgedeckt, so dass die pakistanischen Streitkräfte die amerikanischen Hubschrauber nicht hätten vorher entdecken können.
Nach ersten Berichten seien Polizeikräfte erst nach dem Abzug der amerikanischen Einheiten eingetroffen. Jedoch sei die Abbottabader Polizei durch konstantes Klingeln der Telefone ab dem Eintreffen der US-Hubschrauber auf den Vorfall aufmerksam geworden. Nach Angaben des Polizeichefs Muhammad Nazir seien Streifen der Nawan-Shehr-Polizeistation ausgesandt worden. Er selbst habe mit zwei anderen Polizisten beim Eintreffen das Areal von Militärs umringt vorgefunden. Diese baten darum, einen Sicherheitskorridor errichten zu können. Ein ungenannter Polizeibeamter sagte gegenüber der BBC, dass er eine pakistanische Militäroperation wahrnahm. Sie seien davon abgehalten worden, das Anwesen zu betreten.
Nach verschiedenen Aussagen pakistanischer Beamter fand die pakistanische Polizei dort am frühen Morgen des 2. Mai zwei Witwen Bin Ladens und neun bzw. 14 Kinder im Alter zwischen zwei und zwölf Jahren gefesselt – einige mit leichten Verletzungen – vor und nahm sie in Gewahrsam. Drei männliche und eine weibliche Tote wurden geborgen: Dabei soll es sich um den Kurier Abu Ahmed al-Kuwaiti, seine Frau, seinen Bruder (zugleich ein Leibwächter Bin Ladens) und Bin Ladens Sohn Ibrahim (Alter 21) gehandelt haben. Spätere Berichte nannten 17 lebende und zurückgelassene Personen, darunter drei Witwen, zwei Söhne, eine Tochter und vier Enkelkinder Bin Ladens. Andere berichten von 27 Personen, davon 18 Kinder und neun Frauen.
Den Tathergangsversionen der US-Regierung widersprachen pakistanische Berichte vom 5. Mai 2011: Danach soll Bin Ladens zwölfjährige Tochter Safia in pakistanischen Verhören ausgesagt haben, Bin Laden sei erst nach seiner Festnahme und erst beim Transport zum Hubschrauber im Erdgeschoss am Boden liegend aus nächster Distanz exekutiert worden. Nach anderen Angaben des pakistanischen Geheimdienstes Inter-Services Intelligence soll sie dagegen nur gesagt haben, sie habe die Erschießung ihres Vaters aus nächster Nähe beobachtet.

### Darstellungen beteiligter Soldaten
Chuck Pfarrer, ehemaliger SEAL, bestritt in seinem im August 2011 erschienenen Buch SEAL Target Geronimo: The Inside Story of the Mission to Kill Osama Bin Laden die Darstellung der US-Regierung. Er gibt an, im Rahmen der Recherche mit beteiligten SEALs gesprochen zu haben. Laut Pfarrer sei das SEAL-Team auf dem Gebäudedach gelandet; nur 90 Sekunden nach dem Beginn der Erstürmung sei Bin Laden erschossen worden, und zwar in einem Akt der Selbstverteidigung, behauptete Pfarrer, weil er nach einer Waffe gegriffen habe. Es habe keine langen Schusswechsel gegeben, insgesamt hätten die US-Soldaten nur zwölf Schüsse abgegeben. Die Operation der Spezialkräfte sei kein Tötungsauftrag gewesen, sagten die interviewten SEALs aus, denn dafür hätte man kein SEAL-Team benötigt. Dass die SEALs auf einer Tötungsmission waren, hatte ein Sicherheitsberater der US-Regierung vor einem späteren Dementi von Präsident Barack Obama verkündet.
Nach Angaben in dem Buch ’No Easy Day,’ Bin Laden Raid Book: Osama Was Unarmed (geschrieben von Matt Bissonnette – der als beteiligter SEAL bei der Erstürmung gilt – unter dem Pseudonym Mark Owen), welches keine Freigabe durch das US-Verteidigungsministerium oder das Weiße Haus erhalten hatte, schossen einige Soldaten schon von der Treppe aus auf Bin Laden. Dieser sei in den Raum verschwunden, aus dem er kam. Als die SEALs den Raum betraten, habe er unbewaffnet am Boden gelegen und mit dem Tode gerungen. Die SEALs hätten weitere Schüsse auf seinen Brustkorb abgegeben und ihn so getötet. Anschließend habe man zwei ungeladene Waffen im Raum gefunden; somit habe Bin Laden sich in keiner Weise bewaffnet verteidigen können. Entgegen früheren Darstellungen, schrieb Matt Bissonnette, seien sie bei der Landung auf dem Anwesen nicht beschossen worden, auch habe es kein 40-minütiges Feuergefecht gegeben. Vor der Aktion habe ein Justizvertreter der Regierung alle beteiligten Soldaten instruiert, dass zwar niemand sage, wie die Spezialeinheit ihre Arbeit zu machen habe, Bin Laden aber festzunehmen sei, falls er keine Gefahr darstelle.
Im Oktober 2014 erklärte der ehemalige SEAL Robert O’Neill, er habe sofort, als er in das Schlafzimmer eintrat, in dem Bin Laden sich hinter seiner jüngsten Frau verborgen habe, Bin Laden mit einem Kopfschuss getötet. Nach Informationen der Basler Zeitung gilt es als gesichert, dass drei US-Soldaten zuerst in den Raum vordrangen, darunter O’Neill und Matt Bissonnette. Jedoch sei der dritte, unbenannte „Point Man“ der Todesschütze Bin Ladens. Er werde seine Identität nicht enthüllen und sich damit an die Vorgaben des United States Naval Special Warfare Command halten.

## Reaktionen in den USA

### Bekanntgabe
Am 1. Mai 2011 um 22:25 Uhr Ortszeit (UTC−4) kündigte das Weiße Haus eine baldige wichtige Nachricht des US-Präsidenten an. Kurz danach verbreitete ein Mitarbeiter der ehemaligen US-Regierung unter George W. Bush die Todesnachricht als unbestätigtes Gerücht über Twitter. Um 22:45 Uhr gaben große US-Nachrichtensender und Zeitungen die Nachricht als mündliche Aussage verschiedener anonymer Regierungsvertreter weiter, so dass sie sich rasch weltweit verbreitete. Um 23:35 Uhr gab Präsident Obama die Tötung Bin Ladens in seiner angekündigten Fernsehrede an die Nation bekannt.
Am 2. Mai wurden auf dem offiziellen Flickr-Fotostream des Weißen Hauses neun Fotos von Pete Souza veröffentlicht, die Obama und sein Führungsteam vor, während und nach dem Ablauf der Militäroperation zeigen. Eines davon war Situation Room, das schnell in den Rang einer Ikone erhoben wurde. Eine im Internet zirkulierende Fotografie des getöteten Bin Laden erwies sich am 3. Mai als gefälscht. Obama entschied am 5. Mai, keine Fotografien des Getöteten zu veröffentlichen, um Hass und Gewalt nicht zu schüren. Am 11. Mai bot die CIA Mitgliedern der Streitkräfte-Ausschüsse von US-Senat und US-Repräsentantenhaus an, die Fotografien anzuschauen. Einige nahmen das Angebot an.
Buchautor Chuck Pfarrer warf der US-Regierung im November 2011 eine verfrühte Bekanntgabe der Erschießung Bin Ladens vor: Dadurch seien andere hochrangige al-Qaida-Mitglieder gewarnt worden und hätten fliehen können.

### Feiern und Vorsichtsmaßnahmen

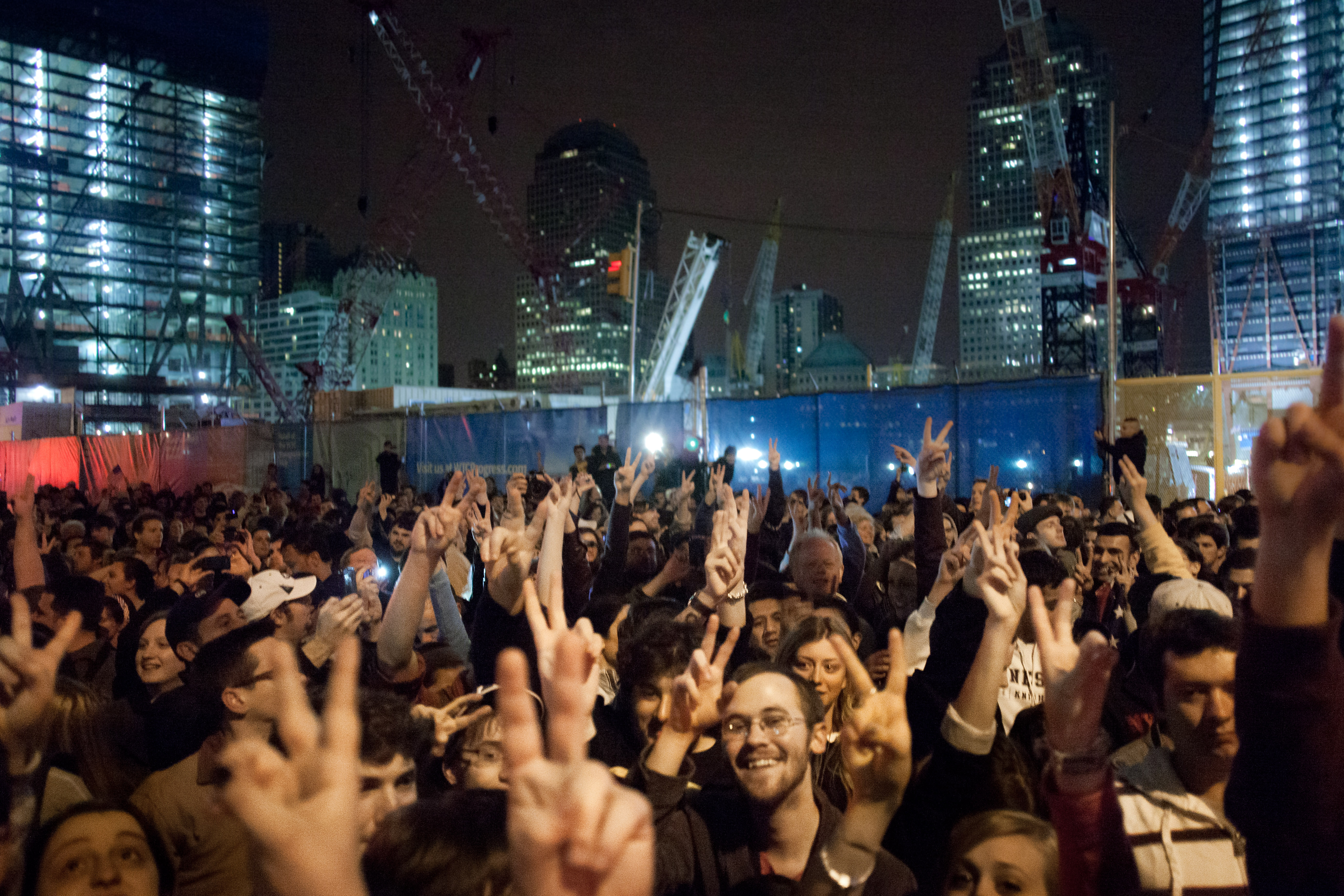
Spontane Versammlung am Ground Zero New York

Unmittelbar nach Obamas Fernsehrede versammelten sich jubelnde Menschenmengen unter anderem vor dem Weißen Haus und am Ground Zero New York. Die Ex-Präsidenten George W. Bush und Bill Clinton sowie internationale Regierungsvertreter gratulierten Obama.
In Erwartung möglicher Racheanschläge wurden die diplomatischen Vertretungen der USA im Ausland in Alarmbereitschaft versetzt und US-Bürger zu erhöhter Wachsamkeit aufgerufen. Interpol rief aufgrund weltweit erhöhter Terrorgefahr zu erhöhter Wachsamkeit auf.
Nach einer repräsentativen Umfrage vom 5. bis 7. Mai 2011 hielten 87 % der befragten US-Bürger Bin Ladens Tötung für richtig, 86 % auch das unilaterale Vorgehen der US-Truppen dabei.

### Amnesty International
Amnesty International sandte der US-Regierung am 4. Mai 2011 einen Fragenkatalog zum Zustand und Verbleib der verletzten und minderjährigen Begleitpersonen, zu den Umständen der Tötung Bin Ladens und der Art seines angeblichen Widerstands gegen seine Festnahme. Diese hätte bei einem Unbewaffneten, falls dieser keine unmittelbare Gefahr für die US-Soldaten war, Vorrang haben müssen, um ihn nach internationalem Recht vor Gericht stellen zu können.
Darauf erklärte Regierungssprecher Jay Carney am 4. Mai 2011:

“The team had the authority to kill Osama bin Laden unless he offered to surrender, in which case the team was required to accept his surrender, if the team could do so safely. The operation was conducted in a manner fully consistent with the laws of war. The operation was planned so that the team was prepared and had the means to take Bin Laden into custody.

There is simply no question that this operation was lawful. Bin Laden was the head of Al Qaeda, the organization that conducted the attacks of September 11, 2001, and Al Qaeda and Bin Laden himself had continued to plot attacks against the United States. We acted in the nation’s self defense. The operation was conducted in a way designed to minimize and avoid altogether if possible civilian casualties. And if I might add, that was done at great risk to Americans.”

„Das Team war dazu ermächtigt worden, Osama bin Laden zu töten, außer wenn er anbot, sich zu ergeben. In diesem Fall war das Team gehalten, diese Aufgabe anzunehmen, falls es dies sicher tun konnte. Die Operation wurde in einer Weise ausgeführt, die ganz mit den Gesetzen des Krieges übereinstimmte. Die Operation war geplant, so dass das Team auf eine Festnahme Bin Ladens vorbereitet und dafür ausgerüstet war.
Ohne Frage war diese Operation legal. Bin Laden war der Führer von al-Qaida, der Organisation, die die Anschläge des 11. September 2001 ausführte, und al-Qaida und Bin Laden selbst haben weiterhin Anschläge gegen die Vereinigten Staaten geplant. Wir handelten zur Selbstverteidigung der Nation. Die Operation wurde auf eine Weise ausgeführt, die mögliche zivile Opfer vermindern und gänzlich vermeiden sollte. Und ich darf ergänzen, dies wurde mit großem Risiko für Amerikaner getan.“

### Debatte um die BezeichnungGeronimo
In der Presse erschien Geronimo – der Name eines legendären Apachen-Häuptlings, der den Ruf hatte, keine Spuren zu hinterlassen – zunächst irrtümlich als Codename der Operation. Die US-Regierung gab daraufhin bekannt, dies sei der Codename für Osama bin Laden selbst gewesen. Mit dem Funkspruch Geronimo EKIA (Enemy Killed In Action: Feind im Kampf getötet) gaben beteiligte US-Soldaten im Verlauf der Aktion seine Tötung bekannt. Nach Angaben Beteiligter bezeichnete das Codewort Geronimo den Buchstaben G, der im internen Funkverkehr für die siebte und letzte Stufe der geplanten Aktion stand: Bin Laden zu fangen oder zu töten. Mit Geronimo EKIA habe man den Abschluss des Gesamtauftrags bekanntgegeben.
Vertreter der indigenen Bevölkerung Nordamerikas kritisierten dieses Codewort als Verleumdung, da es den meistgehassten Feind der USA mit dem historischen Apachenhäuptling vergleiche.

### Debatte um Folterpraktiken
Einige der Gefangenen, deren Aussagen zur Entdeckung des Aufenthaltsortes Bin Ladens geführt hatten, waren während ihrer Haft auch Verhörmethoden wie dem Waterboarding ausgesetzt worden, die international als Folter gelten. Deshalb flammte in den USA die Debatte um diese Methoden erneut auf. So behauptete der frühere Generalstaatsanwalt Michael B. Mukasey am 6. Mai 2011, Chalid Scheich Mohammed und Abu Faraj al-Libi hätten wegen des Waterboardings den Decknamen des Kuriers und andere Details über ihn preisgegeben. Donald Trump behauptete am 11. Mai, ohne Folter wäre Bin Laden nicht gefasst und getötet worden.
Dem widersprach John McCain, Obamas Gegenkandidat bei der Präsidentschaftswahl in den Vereinigten Staaten 2008, am 5. und 12. Mai 2011: CIA-Direktor Panetta habe ihm auf Nachfrage versichert, dass nicht
Chalid Mohammed, sondern ein in einem anderen Land inhaftierter, nicht gefolterter Gefangener den Namen des Kuriers zuerst erwähnt habe. Dessen Klarnamen habe keiner der Gefangenen preisgegeben, die dem Waterboarding ausgesetzt worden seien. Chalid Mohammed habe im Gegenteil falsche und irreführende Aussagen über den Kurier gemacht. Er forderte Mukasey und andere zur Korrektur ihrer Behauptungen auf. Die harten Verhörmethoden seien als Folter zu definieren und damit nach US-Gesetzen illegal und mit amerikanischer Identität unvereinbar. Mukasey bekräftigte jedoch am 12. Mai, Chalid Mohammed habe den Namen des Kuriers und weitere Terrorpläne infolge von Waterboarding aufgedeckt; dieses sei sowohl effektiv als auch legal gewesen.
Aus einer genauen Gegenüberstellung ihrer Aussagen folgerte ein Kommentator der Washington Post: Der entscheidende Hinweis auf Bin Ladens Aufenthaltsort sei wahrscheinlich nicht durch Folter zustande gekommen, da Mukasey nur vom Decknamen gesprochen und diesen nicht als entscheidende Spur behauptet, sondern dies nur sprachlich nahegelegt habe.
Nachdem im Dezember 2012 der Film Zero Dark Thirty über Bin Ladens Tötung erschienen war, verlangten drei US-Senatoren vom Filmproduzenten, klarzustellen: Die Informationen, die zur Auffindung Bin Ladens führten, seien nicht durch Folter von Al-Qaida-Mitgliedern zustande gekommen, diese Darstellung im Film sei fiktiv.

### Informationszurückhaltung und Dokumentenvernichtung
Die konservative US-Stiftung Judicial Watch stellte am 2. Mai 2011 einen Antrag nach Freedom of Information Act (FOIA) auf Einsicht in Fotografien und Videoaufnahmen des Leichnams Bin Ladens und der Bestattungszeremonie an das Verteidigungsministerium und einen Tag später an die CIA. Da beide Behörden dies nicht zuließen, kam es zum Gerichtsstreit. Ein Gerichtsurteil, das die zuvorgehende Instanz bekräftigte, lehnte die FOIA-Anträge im Mai 2013 ab. Der Oberste Gerichtshof der Vereinigten Staaten ließ keine Revision zu. Das Gericht folgte dabei den Argumenten der US-Regierung, die Veröffentlichung könnte Ausschreitungen hervorrufen.
Auch die Presseagentur Associated Press stellte FOIA-Anträge. Das Pentagon erklärte 2012, dass es keinen Totenschein, keine Autopsieberichte und keine DNA-Identifizierungstests für Bin Laden finden könne. Weitere Anfragen nach dem FOIA beim Verteidigungsministerium wurden im Juli 2013 zurückgewiesen. Es wurde bekannt, dass Aufzeichnungen der Operation vom Verteidigungsministerium an die CIA übergeben worden waren, da die Mission unter deren Verantwortung stand. Der CIA-Sprecher Preston Golson sagte, dies sei nicht geschehen, um den FOIA zu umgehen, sondern aus rechtlichen Gründen.
Neben Judicial Watch und Associated Press stellten Politico, Citizens United, Fox news, National Public Radio, CBS News sowie Reuters FOIA-Anträge auf Einsicht in verschiedene Dokumente im Zusammenhang mit dem Tod Bin Ladens.

### Widersprechende Darstellung

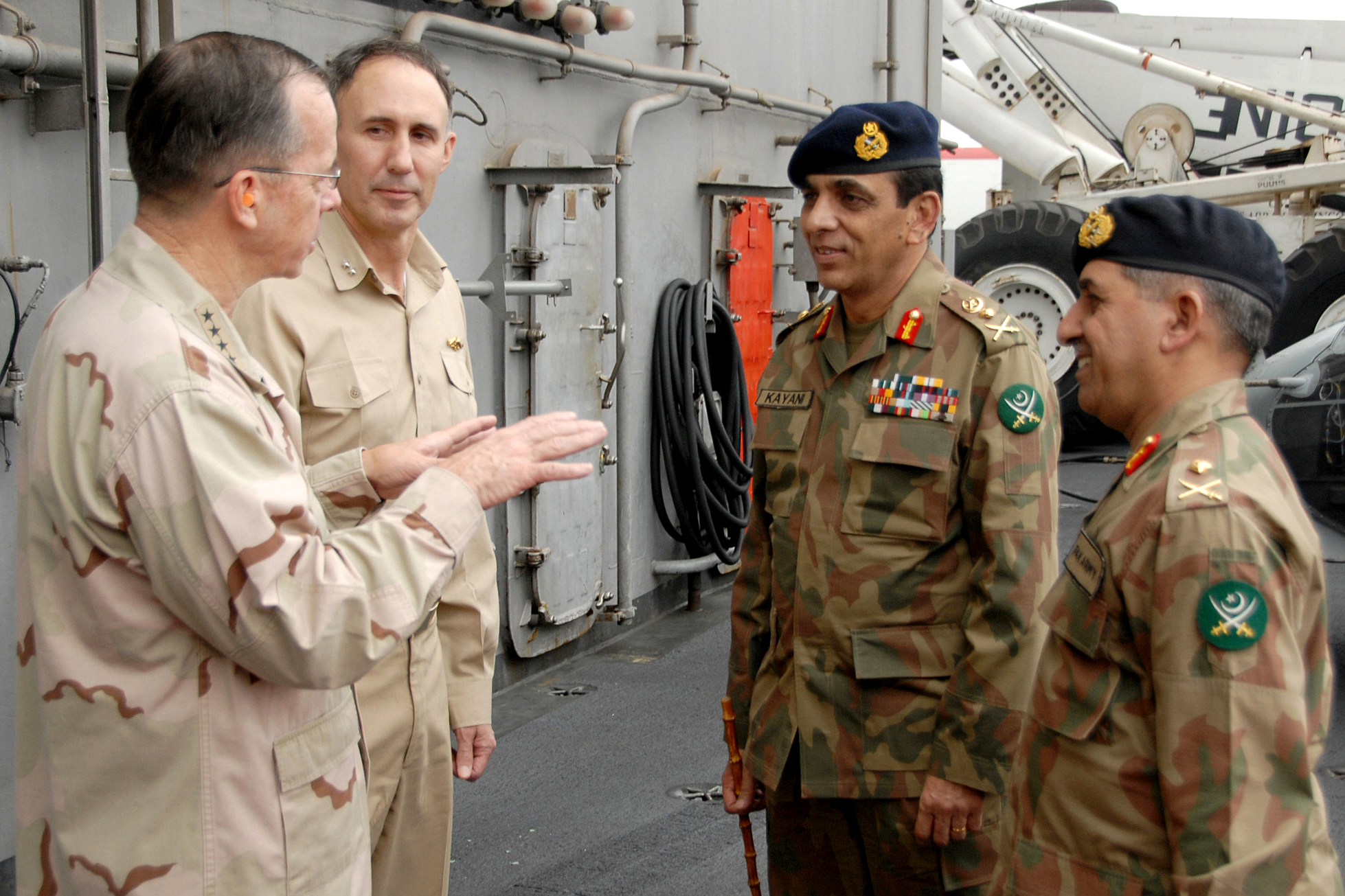
Von links nach rechts: Admiral Michael Mullen und Scott Van Buskirk auf der Abraham Lincoln im Gespräch mit General Ashfaq Parvez Kayani und General Ahmed Shuja Pasha im August 2008.

Im Jahr 2011 wurde von Raelynn Hillhouse die These aufgestellt, dass pakistanische Sicherheitskreise um den Aufenthaltsort Bin Ladens wussten und er von einem Mitglied der Sicherheitskräfte verraten worden sei. Die Kurier-Story wäre demnach ein Cover gewesen, um das verbündete Pakistan zu entlasten und dessen Kenntnis des Aufenthaltsortes zu verschleiern. Carlotta Gall, langjährige Korrespondentin der New York Times in Kabul, schrieb zudem, von glaubwürdiger Seite erfahren zu haben, dass es tatsächlich ein pakistanischer Armeeoffizier war […], der der CIA sagte, wo sich Bin Laden versteckte. Laut Sender NBC hätten zwei ihrer Geheimdienstquellen den sogenannten Walk-in des Informanten, der Bin Ladens Aufenthaltsort preisgegeben hatte, bestätigt. In Deutschland hatte der Pakistan-Experte Hein G. Kissling im gleichen Jahr in seinem Buch geschrieben, dass: die Abbottabad-Operation der Amerikaner […], auch wenn aus Washington und Islamabad offiziell anders lautende Erklärungen kommen, mit größter Wahrscheinlichkeit nach vorherigen Absprachen der CIA mit der ISI-Führung durchgeführt wurden. Der zuständige deutsche Geheimdienst für die Auslandsaufklärung, BND, ging ebenfalls davon aus, dass ein kleiner Kreis innerhalb des pakistanischen Militärgeheimdienstes von Bin Ladens Präsenz in Abbottabad Kenntnis hatte.
Im Mai 2015 publizierte der US-Journalist Seymour Hersh den Investigativreport „The Killing of Osama Bin Laden“. Er behauptet, nicht US-Agenten hätten Bin Laden aufgespürt, sondern ein Informant aus den Reihen des pakistanischen Geheimdienstes ISI habe dessen Aufenthaltsort verraten. Das Anwesen in Abbottabad sei kein Versteck gewesen, sondern ein Gefängnis, in dem der ISI Bin Laden seit 2006 festgehalten habe, um ihn bei Verhandlungen mit den Taliban und Al-Qaida als Druckmittel einsetzen zu können. Die für Hersh „größte Lüge“ sei, dass General Ashfaq Parvez Kayani, seinerzeit Chef der pakistanischen Armee, und General Ahmed Shuja Pasha, Chef des ISI, nicht informiert gewesen seien. Dem entgegnete bin Laden-Biograf Peter Bergen, Hershs Behauptung, die Schüsse auf bin Laden seien die einzigen an diesem Abend gewesen, würde ignorieren, dass bin Ladens Leibwächter auch erschossen wurden und das Gebäude eine Vielzahl von Einschusslöchern aufwies. Die US-Regierung habe die Kommunikation der Generäle Kayani und Pasha abgehört und deren Reaktion habe gezeigt, dass beide von bin Ladens Aufenthaltsort keine Kenntnis gehabt hätten. Nelly Lahoud, die die während der Operation zur Tötung bin Ladens sichergestellten Dokumente ausgewertet hat, widerspricht Hershs Behauptung, bin Laden sei eine Geisel des ISI gewesen. Schon eine oberflächliche Lektüre der Dokumente mache deutlich, dass bin Laden große Anstrengungen unternahm, um sich vor den pakistanischen Behörden zu verstecken und es sei nur schwer vorstellbar, dass bin Laden selbst nicht wusste, dass er als Geisel festgehalten wurde.
Vertreter der US-Regierung reagierten am 11. Mai mit Dementis. Siehe auch: Seymour-Hersh-Vorwürfe

## Reaktionen in Pakistan

### Regierung und Behörden
Die pakistanische Polizei nahm die auf Bin Ladens Grundstück angetroffenen Personen, darunter einige seiner Angehörigen, fest und verhörte sie. Direkte Verhöre durch US-Beamte gestattete Pakistan nur mit der Auflage, dass die Herkunftsländer der verhörten Personen zustimmen müssten; nach einem entsprechenden Antrag der USA kam die Erlaubnis am 11. Mai zustande.
Pakistans Außenministerium bestätigte Bin Ladens Tötung am 4. Mai 2011 und kritisierte, dass die USA Pakistan erst nach dem Einsatz darüber informiert hätten. Die Regierung Pakistans schloss kategorisch aus, dass – entgegen Presseberichten – die zivile wie auch die militärische Führung vorzeitige Kenntnis von der amerikanischen Operation hatte.
Nach einem Artikel des Guardian – unter Berufung auf ungenannte amerikanische und pakistanische Quellen – vom 9. Mai soll Pakistans früherer Staatschef und Ex-Militärmachthaber Pervez Musharraf den USA unter Präsident George W. Bush 2001 in einem Geheimabkommen eigenmächtige Aktionen gegen Bin Laden in Pakistan erlaubt und auch die pakistanische Empörung über die verletzte Souveränität zur Täuschung der Öffentlichkeit verabredet haben. Dies bestritt ein Sprecher Musharrafs am Folgetag.
Einige Abgeordnete, darunter ein ehemaliger Minister, beteten am 11. Mai im Parlament für Bin Laden. Dieses verurteilte den US-Einsatz am 14. Mai mit einer Resolution als Bruch der Souveränität des Landes und drohte damit, Militärtransporte der NATO durch Pakistan zu untersagen, falls US-Drohnenangriffe nicht beendet würden.

### Öffentlichkeit
In Abbottabad sollen bis zum 5. Mai etwa 70 – in Peschawar etwa 200 – Juristen gegen die Tötung demonstriert haben.
Als Reaktion auf Bin Ladens Tötung wurde am 9. Mai der CIA-Chef in Islamabad, Mark Carlton, enttarnt.
Angesichts des Wohnorts Bin Ladens nahe der Pakistan Military Academy, der größten Militärakademie des Landes, zu deren Sicherheit die Nachbarschaft oft und streng überprüft wurde, wurde in Pakistan diskutiert, wie er sich jahrelang unentdeckt dort aufhalten konnte. Manche vermuteten, Pakistans Geheimdienst ISI habe ihn gedeckt; andere hielten dies für unvorstellbar, da al-Qaida auch viele Pakistaner getötet hat. Außenminister Salman Bashir verwies demgegenüber am 6. Mai auf Fahndungserfolge des ISI gegen al-Qaida-Mitglieder. Dass dieser sein Wissen an die CIA weitergegeben habe, habe auch zur Enttarnung Bin Ladens geführt.

### Pakistanische Taliban
In einem ersten Racheakt für Osama Bin Ladens „Märtyrertod“ verübten pakistanische Taliban am 13. Mai einen Anschlag. Vor einer Akademie der paramilitärischen Polizeieinheit Frontier Constabulars im Distrikt Charsadda nahe der Provinzhauptstadt Peschawar starben dabei mehr als 70 Rekruten und Zivilisten; es gab zudem mindestens 115 Verletzte. In der Nacht zum 23. Mai 2011 griff eine Gruppe von 15 mit Sturmgewehren und Granaten bewaffneten Männern den Marineflieger-Stützpunkt Mehran bei Karatschi an. Ein Tehrik-i-Taliban-Pakistan-Sprecher erklärte anschließend, dies sei die Rache für den Tod von Osama Bin Laden. Bis zum Ende des Monats gab es mindestens vier Anschläge und Aktionen mit weiteren Toten und Verletzten, die in Pakistan als Vergeltung der Taliban für den Tod Bin Ladens verübt wurden.

### Bericht der Abbottabad-Untersuchungskommission
Im Juni 2011 bildete die pakistanische Regierung die Untersuchungskommission Abbottabad zur Aufklärung der Umstände des Überfalls wegen Forderungen nach Faktenfindung und um die Verantwortlichen zur Rechenschaft zu ziehen. Nach über einem Jahr Arbeit unterbreitete der Ausschuss 200 Vorschläge nach der Befragung von über 300 Zeugen und Durchsicht von über 3000 Dokumenten. Die Arbeit der Kommission wurde eingeschränkt, da hochrangige pakistanische Amtsträger wie der Präsident Asif Ali Zardari, der Premierminister Yousaf Raza Gilani und Militärbefehlshaber Ashfaq Parvez Kayani die Aussage verweigerten. Die Kommission vermerkte zudem, dass sie befürchte, der Bericht der Kommission werde ignoriert oder sogar unterdrückt werden, und empfahl der pakistanischen Führung eine Veröffentlichung.
Im Juli 2013 wurde eine Version des Kommissionsberichts durch den Nachrichtensender Al Jazeera offengelegt und zwang die Regierung, die offiziell finale Fassung zugänglich zu machen. Die Version von Al Jazeera war nach Regierungsangaben nicht authentisch, wobei Botschafter Ashraf Jehangir Qazi als Mitglied der Vier-Mann-Kommission später ausführte, dass die finale Version eine „abgedämpfte“ Fassung der unautorisierten sei. Die Al-Jazeera-Version repräsentiert in der Hauptsache die finale Version des Berichts aus der Sicht dreier Mitglieder, namentlich des Vorsitzenden Richters Javaid Iqbal, Nadeem Ahmads und des ehemaligen Polizeiinspekteurs Abbas Khan.
Der Bericht der Abbottabad-Untersuchungskommission stellte dar, wie es den Vereinigten Staaten möglich gewesen sei, Pakistans Verteidigung zu unterlaufen. Auch die Spannungen zwischen Sicherheitskräften Pakistans und den Vereinigten Staaten wurden darin aufgezeigt. Die Kommission beschuldigte die pakistanischen Behörden der groben Fahrlässigkeit und Inkompetenz, da sie es ein Jahrzehnt lang nicht vermocht hatten, Bin Laden zu entdecken. Im Bericht wird die Möglichkeit erwogen, dass aktuelle und ehemalige Beamte dem Al-Qaida-Führer Unterstützung zukommen ließen, jedoch seien keine Beweise für eine Komplizenschaft ersichtlich, um diese Vorwürfe zu untermauern. Die Kommission stellte fest, dass die amerikanische Operation die größte Erniedrigung Pakistans seit 1971 gewesen sei. Der Bericht benennt keine verantwortlichen Personen für das Versagen bei der Suche nach Bin Laden sowie bei dem amerikanischen Eindringen nach Pakistan und sagt, es sei politisch unrealistisch, Bestrafungen vorzuschlagen, aber ehrenhafte Männer, die schworen, ehrenhaft Dinge zu tun, sollten sich formell bei der Nation für ihr Versagen im Dienst entschuldigen.

## Weitere Reaktionen

### Andere islamische Staaten und Gruppen
Der afghanische Präsident Hamid Karzai sprach von der „Strafe für seine Taten“. Manche Taliban riefen dazu auf, sich als Konsequenz aus Bin Ladens Tod verstärkt um den Friedensprozess zu bemühen. Saudi-Arabien begrüßte die Todesnachricht. Viele Schiiten reagierten erleichtert, da al-Qaida auch viele Schiiten durch Anschläge getötet hatte.
Einige muslimische Geistliche kritisierten die Seebestattung eines an Land Verstorbenen als Bruch islamischer Tradition, die Muslime demütige und Racheakte provozieren könne. Andere erklärten, eine Seebestattung sei für Muslime nur dann erlaubt, wenn niemand den Leichnam empfangen wolle; man hätte ihn der Familie übergeben und diese hätte ein Land für das Begräbnis suchen sollen.
Für den Iran behauptete Minister Heydar Moslehi am 8. Mai 2011 in einem Interview, Bin Laden sei bereits am 16. Dezember 2001 verstorben. Zudem kritisierte er die USA, dass sie seinen Leichnam ohne Beweis für seine Tötung beseitigt hätten.
Al-Qaida-Vertreter räumten Bin Ladens Tötung in einem mehrseitigen Internettext ein, priesen den Getöteten als Vorbild und riefen die Muslime zur Vergeltung auf, besonders in Pakistan.
Der Hamas-Führer Ismail Haniya verurteilte die Tötung als Anschlag auf einen Muslim und arabischen Krieger, mit dem die USA ihre blutige Unterdrückung fortsetzten.

### Angehörige Bin Ladens
Nach pakistanischen Berichten vom 5. Mai 2011 soll Bin Ladens zwölfjährige Tochter Safia das Vorgehen der US-Soldaten beobachtet und wie folgt beschrieben haben: Er sei erst lebend gefasst, dann zu einem der Hubschrauber gezerrt und im Erdgeschoss des Gebäudes am Boden liegend aus nächster Distanz exekutiert worden.
Am 11. Mai 2011 veröffentlichte die New York Times den Offenen Brief der Söhne Bin Ladens, in dem sie seine Tötung anzweifelten und kritisierten. Sie forderten Ermittlungen der UNO über die Umstände seines Todes und kündigten an, bei deren Ausbleiben den Internationalen Strafgerichtshof einzuschalten. Gleichzeitig erinnerte der mutmaßliche Autor, der Sohn Omar bin Laden, daran, dass er sich wiederholt von den Taten und Ansichten seines Vaters distanziert habe. Der maschinenschriftliche Brief soll zuerst auf der Webseite eines Talib erschienen sein.
Am 12. Mai berichteten US-Medien, US-Geheimdienstler hätten in Pakistan im Beisein pakistanischer Beamter erstmals die drei im Gebäude festgenommenen Witwen Bin Ladens vernommen: Khairiah Sabar (Spitzname Umm Hamza), Siham Sabar (Umm Chalid) und die 29-jährige Amal Ahmed Abdulfattah. Letztere hatte Bin Ladens Tötung, bei der sie am Bein verletzt worden war, am 7. Mai bestätigt. Nach ihrer Aussage lebte die Familie seit fünf Jahren in Abbottabad, davor zwei Jahre im Dorf Chak Shah Mohammad, nahe der gleichnamigen Stadt des Distrikts Haripur. Bin Laden habe außer der Einnahme von Spenden kaum noch mit al-Qaida zu tun gehabt.

### Deutschland
In Deutschland wurde die offenbar geplante und gezielte Tötung Bin Ladens ohne Absprache mit dem souveränen Staat Pakistan vielfach als Verstoß gegen geltendes Völkerrecht kritisiert, unter anderem von Altbundeskanzler Helmut Schmidt. Auch die schnelle Seebestattung des Leichnams wurde als im Islam unüblich kritisiert.
Bundeskanzlerin Angela Merkel dagegen sagte in einer ersten Reaktion, sie freue sich darüber, dass die Tötung Bin Ladens gelungen sei. Diese Aussage wurde von Kirchenvertretern, aber auch von CDU-Vertretern kritisiert, von anderen verteidigt. Der Hamburger Richter Heinz Uthmann erstattete Strafanzeige gegen Merkel wegen Belohnung und Billigung von Straftaten gemäß § 140 StGB.
Laut der ARD-Umfrage Deutschlandtrend vom Mai 2011 sahen 64 Prozent der Befragten keinen Grund zur Freude über Bin Ladens Tod. 42 Prozent meinten, dass die USA das Recht hatten, ihn zu töten; 52 Prozent meinten, sie hätten sich um die Festnahme bemühen sollen.

## Ursprüngliche Fehlinformationen
In den ersten Tagen und Wochen nach dem Zugriff erschienen Medienberichte, die auf offiziellen Aussagen und Informationen anonymer Quellen beruhten. Viele Darstellungen und Details waren fehlerhaft und wurden im Laufe der Zeit korrigiert. Auch die offiziellen Aussagen wurden mehrfach verändert.

### Rolle Pakistans
Sowohl amerikanische als auch pakistanische Stellen erklärten nach dem Einsatz, dass die pakistanische Regierung keine Kenntnis vom Aufenthaltsort Bin Ladens hatte, einem Ort, der weniger als zwei Kilometer von der pakistanischen Offiziersakademie in Abbottabad entfernt lag. Bereits 2012 äußerte Carlotta Gall die These, dass Bin Laden durch den pakistanischen Geheimdienst ISI mit Wissen höchster Stellen in Abbottabad untergebracht worden war. Im März 2014 bekräftigte Gall ihre Aussage.

### Ermittlung des Aufenthaltsortes Bin Ladens
Sowohl die beteiligten Stellen aus CIA und Militärs als auch das Weiße Haus stellten die Ermittlung des Aufenthalts Bin Ladens in Abbottabad als langanhaltende CIA-Operation dar, bei der die Vernehmung von gefangenen Terroristen Hinweise auf einen Kurier Bin Ladens ergeben hätten. Der CIA sei es dann gelungen, diesen Kurier zu identifizieren und bis zu dem Haus zu verfolgen. Diese Ermittlungen seien ohne Beteiligung des pakistanischen Geheimdienstes erfolgt, wie auch der anschließende Einsatz der pakistanischen Seite erst bekannt gegeben worden sei, als er schon lief.
Schon lange vor dem Zugriff kursierten Gerüchte, nach denen der pakistanische Geheimdienst ISI über Bin Ladens Aufenthaltsort informiert war – nach dem Zugriff verbreitete sich, dass ein ISI-Mitarbeiter ihn gegen einen Teil der 25- bzw. 50-Millionen-Dollar-Prämie an die CIA verraten habe. Weitere Aussagen zur Beteiligung des ISI und den Verrat wurden bis 2013/14 bekannt, waren journalistisch jedoch nicht zu verifizieren. Carlotta Gall stimmte in einem Punkt der Gerüchte aufgrund „starker Anzeichen“ überein, war jedoch gegenüber anderen Veröffentlichungen von Seymour Hersh im Mai 2015 skeptisch, der behauptete, dass hohe pakistanische Stellen davon wussten. Ein pensionierter Brigadegeneral namens Usman Chalid soll Bin Ladens Aufenthaltsort an die CIA verkauft haben und dafür die US-Staatsangehörigkeit und eine neue Identität erhalten haben.

## Ähnliche Operationen
- In der Operation Kayla Mueller 2019 einer US-amerikanischen Spezialeinheit kam Abu Bakr al-Baghdadi ums Leben, der Anführer der Terrororganisation IS.

## Filme
- Die Jagd nach bin Laden – Im Fadenkreuz der Geheimdienste (2012), Dokumentation der BBC.[137]
- Zero Dark Thirty (2012), Spielfilm von Kathryn Bigelow nach einem Drehbuch von Mark Boal
- Code Name: Geronimo (2012), Fernsehfilm von John Stockwell